# Hvidovre IK
Hvidovre IK är en ishockeyklubb från Hvidovre i Danmark. Damlaget är ett av de främsta danska damlagen i ishockey. De har varit medaljörer i danska mästerskapen varje säsong som spelats färdigt sedan 2007 (sedan 2009 har det danska mästerskapet varje säsong stått mellan Hvidovre IK och grannklubben Herlev IK). Sammanlagt har man 2022 tagit 8 DM-guld. För att få bättre motstånd än vad som erbjuds i Danmark har damlaget spelat i svenska Nationella Damhockeyligan. Laget rankades 2017 som nr 11 i världen.
Herrarnas A-lag kallades Hvidovre fighters och spelade i Danmarks division 1 i ishockey. Säsongen 1995/96 slutade man fyra i den danska elitserien i ishockey. Laget är nedlagt sedan 2019.